# Trollenhagen
Trollenhagen ist eine Gemeinde im Landkreis Mecklenburgische Seenplatte in Mecklenburg-Vorpommern. Die Gemeinde wird vom Amt Neverin mit Sitz in der Gemeinde Neverin verwaltet.

## Geografie
Trollenhagen liegt etwa fünf Kilometer nördlich von Neubrandenburg und östlich des Tollense-Urstromtals.
Umgeben wird Trollenhagen von den Nachbargemeinden Neddemin im Norden, Neverin im Osten, Neuenkirchen im Südosten, Neubrandenburg im Süden und Westen sowie Groß Teetzleben im Nordwesten.

## Ortsteile
Ortsteile sind:
- Buchhof
- Hellfeld
- Podewall
- Trollenhagen

## Geschichte
Trollenhagen wurde erstmals 1308 als Hogenhaven urkundlich erwähnt. Der Name dürfte von aus dem Mittelniederdeutschen kommen und bedeutet so viel wie hoge (Höhe) und haven Hof, Besitz. Podewall war seit 1358 Teilbesitz des Klosters Himmelpfort. Ab 1496 hieß der Ort Trullenhagen, später dann Trollenhagen.
Die Schriftstellerin Caroline Rudolphi war als Erzieherin von 1778 bis 1783 hier im Ort tätig.
Seit der frühen Neuzeit gab es im Ort ein Rittergut, einst der Familie von Gloeden, aber auch noch bis in die zweite Hälfte des 18. Jahrhunderts Bauernstellen, die letzte wurde 1760 eingezogen. Gutsbesitzer waren dann unter anderem die Familien Friedrich Gottlieb Cossebade (bis 1702), von Jasmund (bis 1732), von Voß (bis 1760), von Röpert (bis 1806), Carl Jacob Frodien (bis 1834), Koch und nobilitiert 1845 als von Koch (bis 1848), Siemerling und Grisebach (bis 1945). Das Gut wurde dann enteignet.
Das Herrenhaus von nach 1702 mit älteren Teilen von 1578 und 1662 wurde nach 1945 als Flüchtlingsunterkunft sowie Gaststätte und Wohnhaus genutzt. Um 1961 stürzte der Dachstuhl des Haupthauses ein und wurde notdürftig repariert.
Am 1. Juli 1950 wurden die bis dahin selbständigen Gemeinden Buchhof und Podewall eingegliedert.

## Flugplatz/Fliegerhorst
Seit 1933 gibt es einen Flugplatz, der bis 1993 nur militärisch genutzt wurde. Seit 1993 wird er von der Luftwaffe der Bundeswehr als Fliegerhorst betrieben und von der Flughafen Neubrandenburg-Trollenhagen GmbH als ziviler Regionalflughafen mitbenutzt. Das zivile Abfertigungsterminal wurde 1995 eingeweiht.

## Politik

### Wappen
| Wappen von Trollenhagen | Blasonierung: „In Grün ein silberner Milan auf einem unterhalben, vierspeichigen goldenen Zahnrad mit sechzehn Zähnen; die mittlere Speiche belegt mit einer grünen Eichel; zwischen den Speichen je eine goldene Eichel.“ |
| Wappen von Trollenhagen | Wappenbegründung: In dem Wappen steht der Milan in erster Linie als Symbol für den Flugverkehr, in zweiter Linie kennzeichnet dieses Wappenbild das Raubvogelvorkommen in der Gemeindeflur. Mit dem Zahnrad sollen die Gewerbeansiedlungen in Trollenhagen versinnbildlicht werden. Die drei Eicheln verweisen auf die in der Gemarkung dominierende Baumart sowie von der Anzahl her auf die drei Ortsteile. Das Wappen und die Flagge wurde von dem Weimarer Michael Zapfe gestaltet. Es wurde zusammen mit der Flagge am 5. September 2003 durch das Ministerium des Innern genehmigt und unter der Nr. 286 der Wappenrolle des Landes Mecklenburg-Vorpommern registriert. |

### Flagge
Die Flagge ist quer zur Längsachse des Flaggentuchs von Grün, Weiß und Grün gestreift. Die grünen Streifen nehmen je drei Zehntel, der weiße Streifen nimmt zwei Fünftel der Länge des Flaggentuchs ein. In der Mitte des weißen Streifens liegt das Gemeindewappen, das drei Fünftel der Höhe des Flaggentuchs einnimmt. Die Länge des Flaggentuchs verhält sich zur Höhe wie 5:3.

### Dienstsiegel
Das Dienstsiegel zeigt das Gemeindewappen mit der Umschrift „GEMEINDE TROLLENHAGEN • LANDKREIS MECKLENBURGISCHE SEENPLATTE“.

## Sehenswürdigkeiten
- Spätgotische Feldsteinkirche aus dem 14. Jahrhundert, Westturm mit neuerem Oberteil, einjochiger Chor mit Kreuzrippengewölbe und 5/8-Schluss und Triumphbogen zum balkengedeckten Kirchenschiff.
- Dorfkirche Podewall aus Holzfachwerk, mit Mansarddach[8]

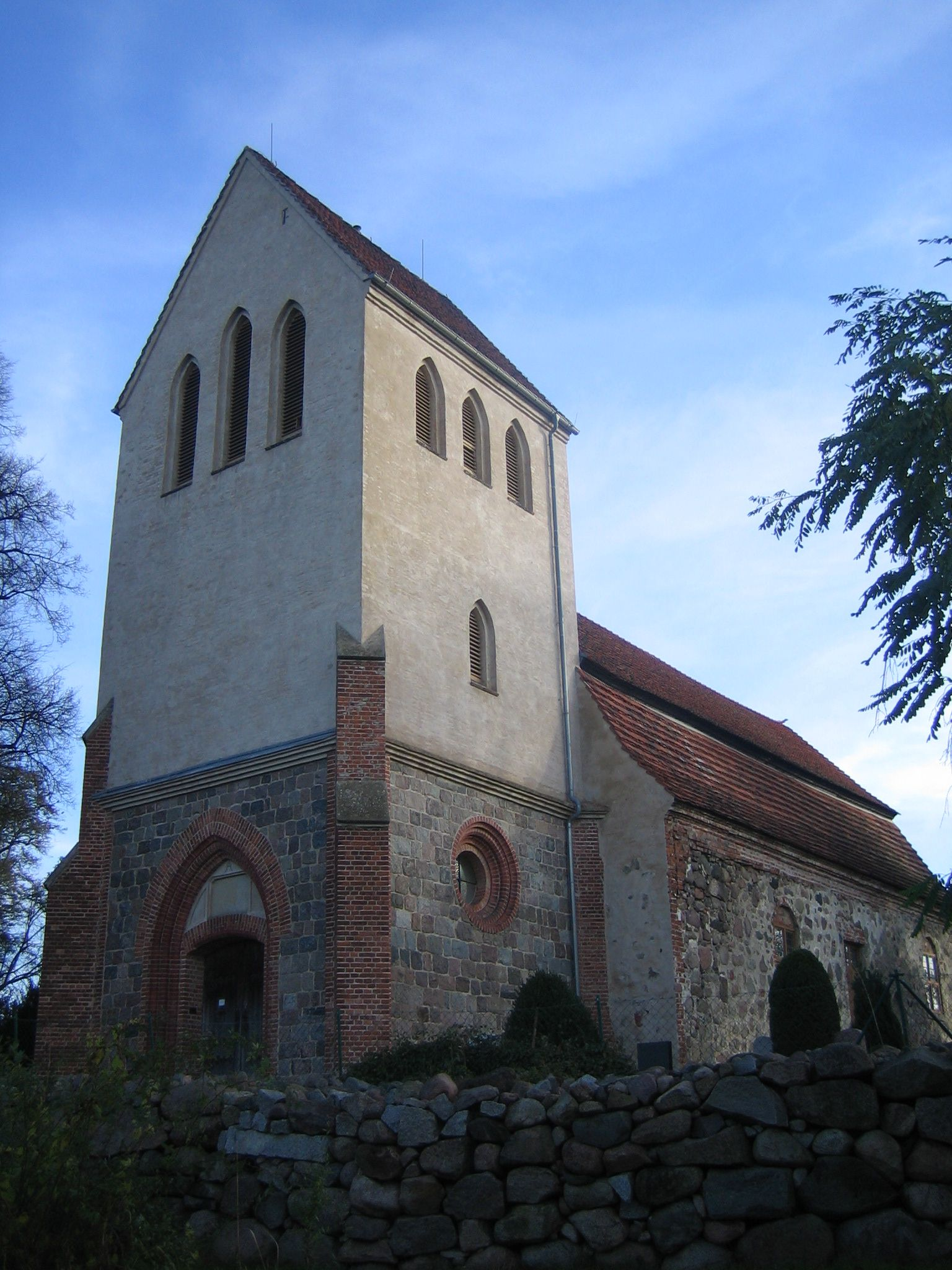
Dorfkirche Trollenhagen
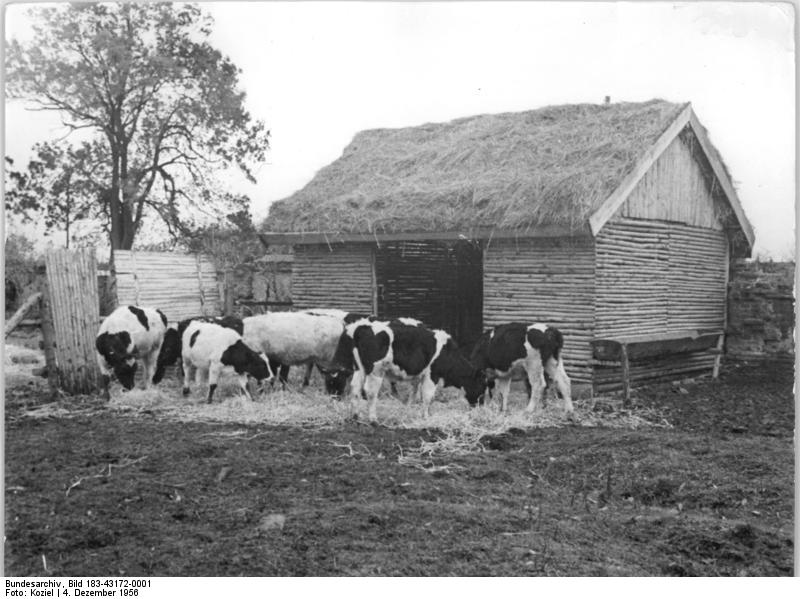
Rinderstall in Trollenhagen (1956)
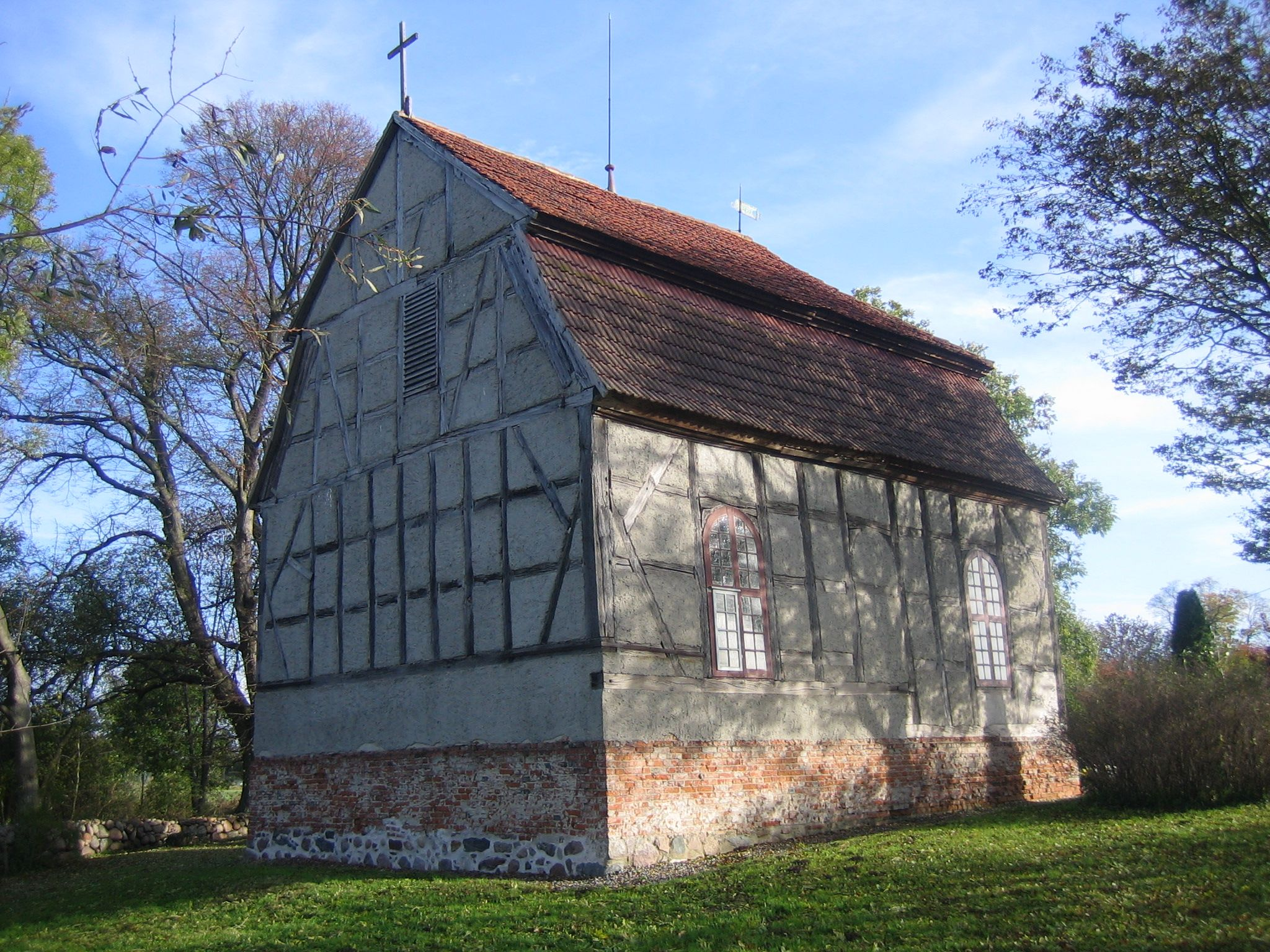
Dorfkirche Podewall

## Persönlichkeiten
- Victor Sigismund von Oertzen, 1844 in Trollenhagen geboren, Landrat[9]

## Verkehrsanbindung
Auf der Bahnstrecke Neubrandenburg–Friedland verkehren nur Güterzüge. In Trollenhagen befindet sich ein Gleisanschluss. Der SPNV wurde am 14. Januar 1994 eingestellt. Die Landesstraße 35 (ehemals B 96) führt durch den Westen des Gemeindegebietes. Die Gemeinde ist auch über die etwa sechs Kilometer entfernte Anschlussstelle Neubrandenburg-Nord an der Bundesautobahn 20 zu erreichen. Im Gemeindegebiet befindet sich auch der Flughafen Neubrandenburg.